# Пирусти
Пирусти (грч. Πειρουσται) били су илирско племе, које је живело у рудом богатом региону између између Таре, Дрине и Лима. Први пут их помиње Тит Ливије у контексту закључења Трећег македонског рата 167. п. н. е., као civitas libera et immunis (Liv.44.26). Римљани су тада учврстили позиције на илирској обали, мада и даље није дошло до стварања провинције. Међутим, 54. п. н. е. Пирусти праве пљачкашке излете упадајући на територије које тада биле под римском влашћу. У реакцији, проконзул покрајине обнављa ред у пограничном региону узимањем талаца и арбитражом.